# Брод-стріт (Мангеттен)
Брод-стріт (англ. Broad Street) — вулиця з півночі на південь у Файненшл-дистрикт на Нижньому Манхеттені в Нью-Йорку. Спочатку це був канал який називався Брод-канал у Новому Амстердамі, він простягався від сьогоднішньої Саут-стріт до Волл-стріт.
Канал брав воду з Іст-Рівер і був заповнений у 1676 році після того, як численні продавці фруктів і овочів ускладнили доступ човнів до каналу. Перші заклади на Брод-стріт у 1600-х роках включали таверну Фраунс і Королівську біржу. Пізніше ця територія стала центром фінансової активності, а всі менші будівлі по черзі були замінені великими будівлями банків і фондової біржі. Більшість споруд, які стоять сьогодні, датуються рубежем 20-го століття разом із більш сучасними будівлями, побудованими після 1950-х років.

## Історія
Брод-стріт, яка раніше називалася Хере Грахт (англ. Heere Gracht) у старому Новому Амстердамі. Спочатку канал був входом з Іст-Рівер, його оточували два суцільні ряди триповерхових будинків із доріжками попереду. Побудований під час адміністрації Пітера Стайвесанта, Брод-канал був первісною Манхеттенською пристанню першого порома між Манхеттеном і Брукліном, пізніше парома Фултон феррі.